# Sarantuya
Batmönhiyn Sarantuyaa, (Mongol tradicional:ᠪᠠᠲᠮᠥᠨᠬᠢᠶᠨ ᠰᠠᠷᠠᠨᠲᠦᠶᠠᠠ / Mongol cirílico: Батмөнхийн Сарантуяа; Ulan-Bator, 7 de abril de 1970), más conocida como Sarantuyaa o también como Saraa es una respetada cantante mongola que se ha ido convirtiendo en una de las voces más amadas de su país desde que comenzara su carrera musical a finales de los años ochenta. Gracias a su reconocible voz, con rango vocal de mezzosoprano y a sus canciones, ha ganado numerosos premios y se la considera la cantante que más discos ha vendido en la historia del pop mongol.

## Biografía
Sarantuya nació en Ulan-Bator el 7 de abril de 1970 y es hija de padre mongol y de madre rusa de etnia yakuta que llegó a Mongolia en los años 70. Desde joven, Saraa, que era seguidora de Modern Talking, deseaba dedicarse al mundo del canto, sin embargo, al principio, no contaba con el apoyo de sus padres, que a pesar de todo, no la detuvieron en sus ambiciones.
Durante su juventud, fue estudiante en la facultad de artes y de ciencias, de la que se graduaría en Ciencias Económicas. Su inicio en la industria musical tendría lugar en 1990, cuando formó, junto con algunos compañeros, una banda llamada "Mundun Harandaa" (Lapicero de plata), que tuvo una corta duración. Posteriormente, cuando la joven cumplió los 23 años de edad, su canción "Hombre sonriente", fue presentada en el Teatro Académico Estatal de Opera y Balet de Ulan-Bator, después de lo cual, publicaría su primer álbum de estudio titulado "Dreaming in Gobi". Aquel disco de debut, fue publicado por la discográfica MCB records y con el, Sarantuya daría sus primeras actuaciones fuera de Mongolia. De hecho, ese mismo año, representó a su país en el certamen musical "Voice of Asia", que se celebró en Almaty, Kazajistán, en el que Saraa ganó el primer premio.

### Carrera
En 1994, la carrera de Sarantuya dio un gran salto con la publicación de su segundo disco, que llevaría el mismo título que la canción que la había dado a conocer un año atrás "Ineemtgi hün" (Hombre sonriente), que se convirtió en un gran éxito. Desde entonces la joven vocalista fue relacionándose a nivel creativo con diversos colaboradores, como la popular productora Angirmaa, que compuso varias canciones exitosas para ella. Su popularidad, especialmente entre el público joven, fue creciendo rápidamente hacia finales de los años noventa, y desde su debut, ha publicado un total de quince álbumes de estudio y ha dado multitud de conciertos tanto en su Mongolia natal como en los países vecinos.
Debido a su trayectoria, a su popularidad y al hecho de haber descubierto a otros cantantes que después serían famosos, Sarantuya fue nombrada en 1999, por el periódico Zunii Medee como la cantante del siglo.
A partir del año 2003, la vocalista inició su propia discográfica, Saraa's Music Prodiction, un subsello discográfico dentro de Hi-Fi Music.

### Vida personal
Sarantuya reside en Ulan-Bator, está dos veces divorciada, tiene tres hijos y es fervientemente budista. Su último marido fue Boldkhuyag, un ejecutivo del Golomt Bank, uno de los bancos más grandes de Mongolia. Aunque la cantante se considera muy celosa de su vida personal, publicó su autobiografía en el año 2015, que fue presentada en diversas ciudades del país asiático.

### Premios
Sarantuya ha sido nominada y ha resultado ganadora de varios premios a lo largo de su carrera, como los Pentatonic Awards, o los UBS Music Video Awards.

## Discografía
- Dreaming in Govi (1993)
- Ineemtgii hün (1994)[5]
- Argagüy amrag (1995)[17]
- Minii düü (1997)
- Egel setgel (1998)
- Hayryn zörlög (2000)
- Tegvel hoyoulaa (2001)
- Saraa de Moon (2002)[18]
- Bi jargaltay (2003)[19]
- Shine Jiliyn ayalguu (2004)[20]
- Önöödör irsel durlag (2007)[21]
- Törsön ödriin ayalguu (2009)
- Hayryn beleg (2011)
- Setgeliin 9 tsatsal (2012)
- Love gift (2015)[22]